# Componente (termodinamica)
In termodinamica, un componente si riferisce ad uno dei costituenti di un sistema chimicamente-indipendente. Il numero dei componenti rappresenta il numero minimo di specie indipendenti necessarie a definire la composizione di tutte le fasi del sistema.
Il calcolo del numero di componenti del sistema diventa importante quando applichiamo la regola delle fasi di Gibbs nella determinazione del numero dei gradi di libertà di un sistema.
Il numero di componenti equivale al numero di specie chimiche distinte (costituenti), meno il numero di reazione chimiche tra loro, meno il numero di vincoli (come la neutralità della carica o il bilanciamento delle quantità molari).

## Calcolo
Supponiamo che un sistema chimico ha {\displaystyle M} elementi ed {\displaystyle N} specie chimiche (elementi o composti). Queste sono combinazioni degli {\displaystyle M} elementi, e ogni specie {\displaystyle A_{i}} si può rappresentare come una somma di elementi:
{\displaystyle A_{i}=\sum _{j}a_{ij}E_{j},}
dove {\displaystyle E_{j}} è il simbolo dell'elemento {\displaystyle j} e {\displaystyle a_{ij}} sono le componenti di una matrice {\displaystyle N} x {\displaystyle M}. Ogni specie è determinata da un vettore riga, ma le righe non necessariamente sono 
linearmente indipendenti. Se il rango della matrice è {\displaystyle C}, allora vi sono
{\displaystyle C} vettori linearmente indipendenti, e i rimanenti {\displaystyle N-C} vettori si ottengono come somma di multipli di quei vettori. Le specie chimiche rappresentate da quei {\displaystyle C} vettori sono componenti del sistema.
Se, per esempio, le specie sono C (nella forma di grafite), CO2 e CO, allora
{\displaystyle {\begin{bmatrix}1&0\\1&2\\1&1\end{bmatrix}}{\begin{bmatrix}C\\\\O\end{bmatrix}}={\begin{bmatrix}C\\CO_{2}\\CO\end{bmatrix}}.}
Dato che CO si può esprimere come CO = (1/2)C + (1/2)CO2, allora non è indipendente mentre C e CO sono scelte come componenti del sistema.
Ci sono due casi in cui i vettori possono essere dipendenti. Uno è che alcune coppie di elementi compaiono sempre nello stesso rapporto in ogni specie. Un esempio sono una serie di polimeri che sono formati da numeri differenti di unità identiche. Il numero di tali vincoli sono dati da {\displaystyle Z}. Inoltre, alcune combinazioni di elementi possono essere vietate dalla cinetica chimica. Se il numero di tali vincoli è {\displaystyle R'}, allora
{\displaystyle C=M-Z+R'.}
Equivalentemente nell'altro caso, se {\displaystyle R} descrive il numero di reazioni indipendenti che possono verificarsi, allora
{\displaystyle C=N-Z-R.}
Le costanti sono correlate dalla relazione {\displaystyle N-M}={\displaystyle R+R'}.

## Esempi
Dunque l'acqua pura è un sistema 1-componente (C=1), dato che noi necessitiamo la specie H2O per indicare la composizione. Un misto di etanolo e acqua è un sistema 2-componente (C=2), dato che necessitiamo le specie H2O e C2H5OH per specificare la sua composizione. Una soluzione acquosa di NaCl è un sistema 2-componente (C=2), dato che necessitiamo delle specie H2O, Na+, Cl- ma bisogna tenere conto del vincolo del bilanciamento di carica (R'=1).

### Il sistema CaCO3- CaO - CO2
Questo è un esempio di un sistema con più fasi, che a temperatura normale sono due solidi e un gas. Vi sono tre specie chimiche (CaCO3, CaO e CO2) ed una reazione:
CaCO3(s) {\displaystyle {\ce {<=>}}} CaO(s) + CO2(g).
Allora il numero di componenti applicando la relazione C = N - Z - R = 3 - 0 - 1 = 2.

### Il sistema H2O -  H2- O2
Le reazioni incluse nella sezione calcolo sono solo quelle che si verificano effettivamente nelle condizioni indicate e non quelle che potrebbero verificarsi in condizioni diverse come temperatura più elevata o presenza di un catalizzatore. Per esempio, nella dissociazione dell'acqua nei suoi elementi vi sono due gas e un liquido ed una reazione:
2H2O(l) {\displaystyle {\ce {<=>}}} 2H2(g) + O2(g).
La reazione non avviene a temperatura ordinaria, quindi il sistema acqua, idrogeno e ossigeno a 25 °C ha un numero di componenti indipendenti pari a C = N - Z - R = 3 - 0 - 0 = 3.